# Discromatopsia
La discromatopsia è un difetto alla vista di alcuni colori, ovvero un'inabilità a percepire i colori, del tutto o in parte. È un difetto del cromosoma X, quindi di natura prevalentemente genetica. Tuttavia può insorgere anche in seguito a danni agli occhi, ai nervi o al cervello e persino in seguito all'esposizione ad alcuni composti chimici.
Il termine volgare "daltonismo" prende il nome da John Dalton e si identifica oggi con il termine deuteranomalia. È impropriamente utilizzato come sineddoche per discromatopsia.

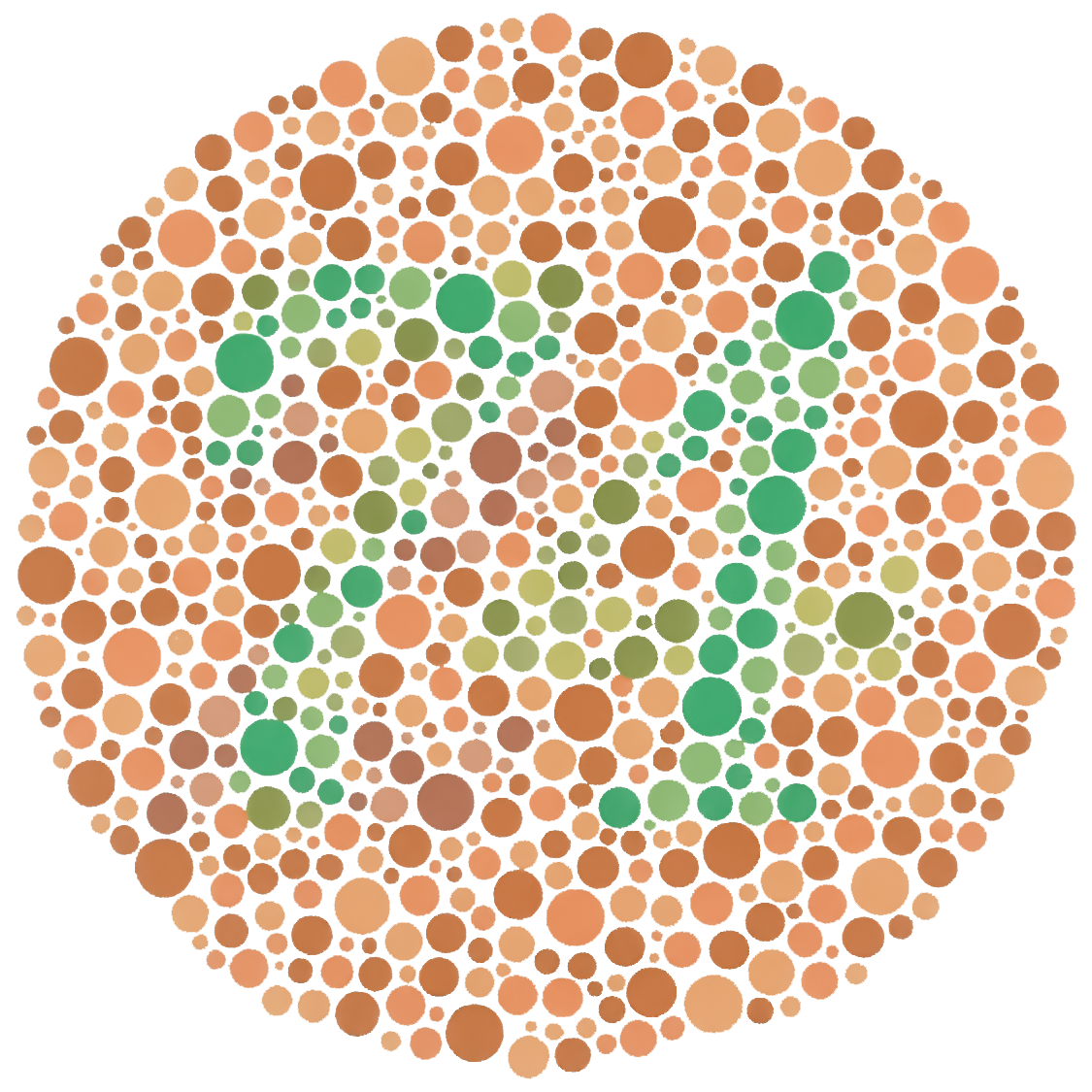
Esempio di test sulla visione dei colori. Con lo schermo del computer configurato correttamente, le persone con visione corretta dovrebbero vedere il numero "74". Molte persone discromatopsiche leggono il numero "21"

Un discromatopsico, ossia un individuo affetto da discromatopsia, non riesce a distinguere luci di diversa lunghezza d'onda. Se ad esempio gli si mostra un disegno con un triangolo rosso su uno sfondo verde, il soggetto può non distinguere la figura.
Benché venga generalmente considerata una disabilità, in alcune situazioni la discromatopsia può rivelarsi vantaggiosa; per esempio un cacciatore affetto può riuscire a distinguere meglio una preda mimetizzata su uno sfondo caotico.

## Storia
Fu il chimico inglese John Dalton a dare nel 1794 una descrizione scientifica della discromatopsia, pubblicando l'articolo intitolato Extraordinary facts relating to the vision of colours (Fatti straordinari legati alla visione dei colori) dopo essersi reso conto della propria cecità cromatica.

## Classificazione

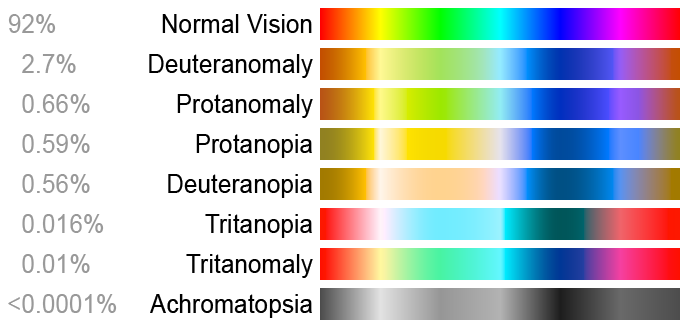
Tipi di discromatopsia e relativa prevalenza

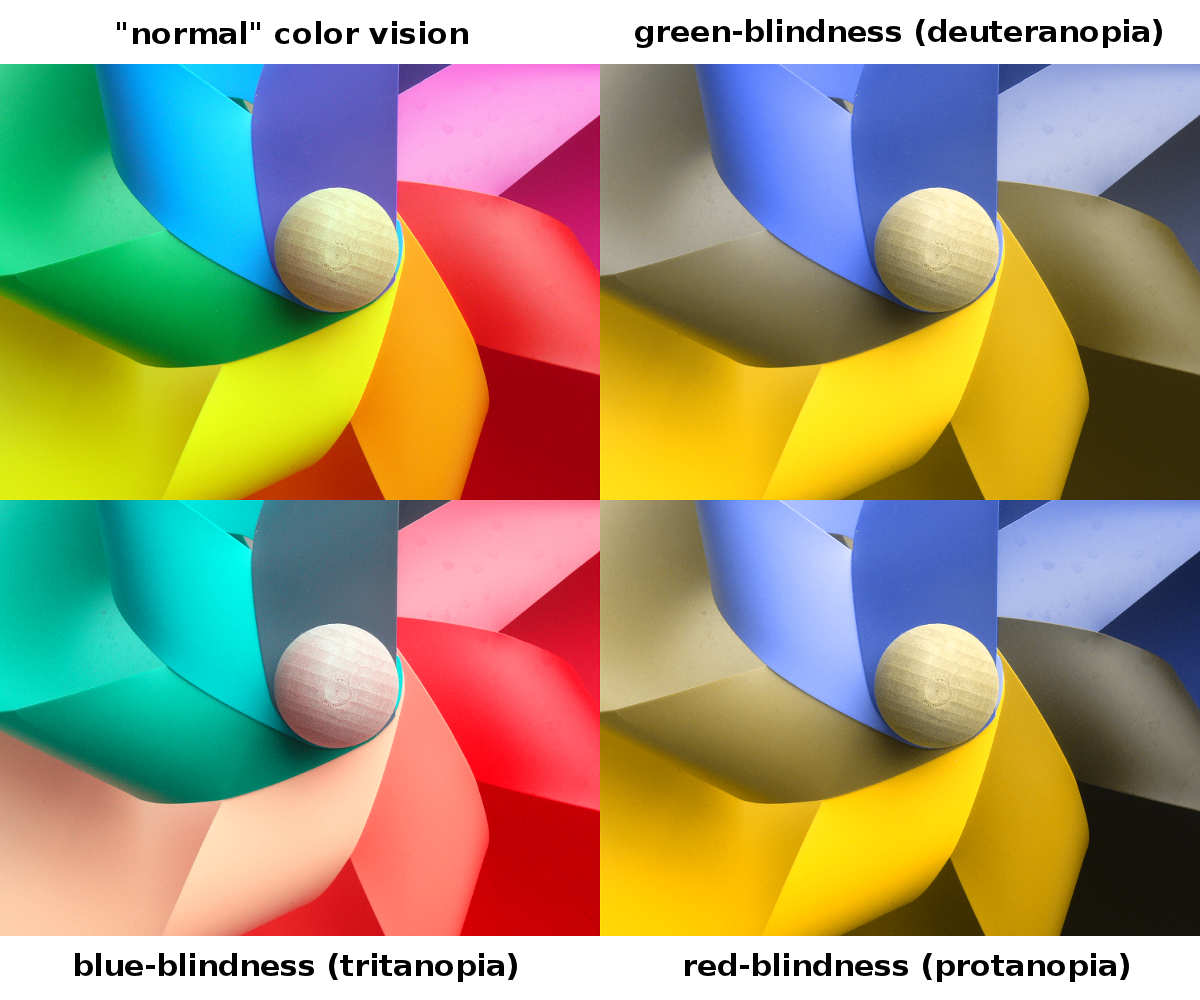
Tipi di discromatopsia

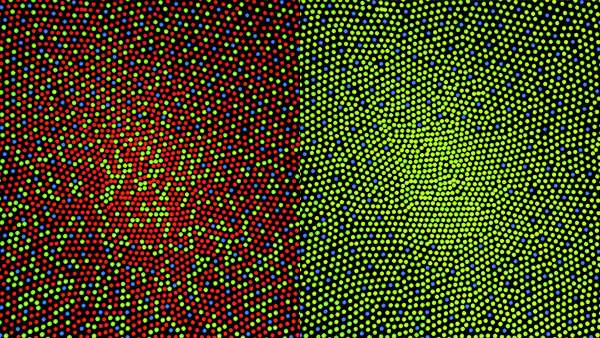
Rappresentazione della distribuzione dei coni nella fovea di un individuo con normale visione dei colori (a sinistra) e di un individuo discromatopsico (protanopico). Il centro della fovea contiene pochissimi coni sensibili al rosso.

Si parla di dicromatismo quando è completamente assente la funzione di una sola delle tre varietà di coni. Si distinguono quindi:
- protanopia, cecità per il primo colore fondamentale, ossia il rosso;
- deuteranopia, cecità per il secondo colore fondamentale, ossia il verde;
- tritanopia, cecità per il terzo colore fondamentale, ossia il blu–giallo.

Quando la cecità al colore è totale per mancanza di tutti e tre i coni si parla di acromatopsia.
Sono detti tricromati anomali quegli individui che sono sensibili a tutti e tre i colori fondamentali (tricromatismo), ma sono deficitari, in misura variabile, dei recettori di uno dei tre colori fondamentali. Si parla perciò di:
- protanomalia, qualora sia deficitaria la sensibilità per il rosso;
- deuteranomalia, qualora sia deficitaria la sensibilità per il verde;
- tritanomalia, qualora sia deficitaria la sensibilità per il blu–giallo.

### Tipi di discromatopsia e termini utilizzati
| Sistema dei coni | Sistema dei coni | Rosso | Rosso |   | Verde | Verde |   | Blu                | Blu                           | N = normale A = anomalo       | N = normale A = anomalo | N = normale A = anomalo |
| Sistema dei coni | Sistema dei coni | N     | A     | N | A     | N     | A |                    |                               | N = normale A = anomalo       | N = normale A = anomalo | N = normale A = anomalo |
| 1                | Vista normale    |       |       |   |       |       |   | Tricromato         | Normale                       | Normale                       |                         |                         |
| 2                | Protanomalia     |       |       |   |       |       |   | Tricromato anomalo | Parzialmente discromatopsico  | Rosso–verde                   |                         |                         |
| 3                | Protanopia       |       |       |   |       |       |   | Dicromato          | Parzialmente discromatopsico  | Rosso–verde                   |                         |                         |
| 4                | Deuteranomalia   |       |       |   |       |       |   | Tricromato anomalo | Parzialmente discromatopsico  | Rosso–verde                   |                         |                         |
| 5                | Deuteranopia     |       |       |   |       |       |   | Dicromato          | Parzialmente discromatopsico  | Rosso–verde                   |                         |                         |
| 6                | Tritanomalia     |       |       |   |       |       |   | Tricromato anomalo | Parzialmente discromatopsico  | Blu–giallo                    |                         |                         |
| 7                | Tritanopia       |       |       |   |       |       |   | Dicromato          | Parzialmente discromatopsico  | Blu–giallo                    |                         |                         |
| 8                | Acromatopsia     |       |       |   |       |       |   | Monocromato        | Completamente discromatopsico | Completamente discromatopsico |                         |                         |
| 9                | Tetracromia      |       |       |   |       |       |   | Tetracromato       | Tetracromato                  | Tetracromato                  |                         |                         |
| 10               | Tetracromia      |       |       |   |       |       |   | Tetracromato       | Tetracromato                  | Tetracromato                  |                         |                         |

## Epidemiologia
La discromatopsia ha una diffusione significativa, benché la sua incidenza vari molto all'interno di diversi gruppi umani. Comunità isolate con un patrimonio genetico relativamente ristretto a volte presentano un'alta proporzione di individui affetti da cecità ai colori, anche dei tipi più rari. Si stima che il 4.5% della popolazione mondiale abbia una qualche carenza nella percezione del colore, percentuale che può arrivare fino all'8% per la popolazione maschile e che si aggira intorno allo 0.5% per la popolazione femminile.

## Eziologia
Esistono diversi tipi di discromatopsia. I più diffusi sono dovuti ad alterazioni ereditarie dei coni, i fotorecettori sensibili ai colori, ma è anche possibile diventare discromatopsici in seguito a un danneggiamento della retina, del nervo ottico o di determinate aree della corteccia cerebrale. Questa discromatopsia è spesso diversa da quella di origine genetica; per esempio può manifestarsi solo in una parte del campo visivo. Alcune forme di discromatopsia acquisita sono reversibili. Alcune forme temporanee di discromatopsia affliggono raramente chi soffre di emicrania.

### Discromatopsia genetica
La discromatopsia genetica è normalmente dovuta a un allele recessivo posto sul cromosoma X. La mappatura del genoma umano ha peraltro dimostrato che la discromatopsia può essere indotta da una mutazione in 58 geni diversi, divisi tra 19 cromosomi. Questo tipo di discromatopsia colpisce circa il 5-8% degli uomini e <1% delle donne. La maggior probabilità degli uomini di esprimere un fenotipo recessivo legato al cromosoma X è dovuta al fatto che i maschi hanno un solo cromosoma X, mentre le donne ne hanno due; se le donne ereditano un cromosoma X normale oltre a quello mutato, non mostreranno la mutazione, mentre gli uomini non hanno cromosomi X "di scorta" che contrastino il cromosoma X mutato. Se il 5% delle varianti di un gene è difettoso, la probabilità che una copia singola sia difettosa è del 5%  e la probabilità che entrambe siano difettose è (5% × 5%) = (0,05 × 0,05) = 0,0025, ovvero 0,25%.

## Individuazione e tavole di Ishihara
Esistono diverse forme di discromatopsia alcune più deboli altre, invece, meno. Quest'ultime possono riscontrarsi in modo evidente già durante l'infanzia. I colori che i bambini maggiormente confondono sono: il rosa con il grigio; l'arancione con il giallo; il bianco con il verde; il marrone con il bordeaux ma soprattutto hanno difficoltà nel vedere i colori poco saturi. Infatti, un modo per potersi accorgere di questo a scuola, è riscontrare la difficoltà del bambino nel colorare paesaggi autunnali, foglie, alberi, tutte quelle cose dove prevalgono colori come il marrone e il verdastro. Dopo un primo accorgimento è, però, indispensabile somministrare ai bambini le cosiddette tavole di Ishihara. Per una maggiore attendibilità bisogna somministrare test di questo tipo non prima dei 3 anni ed è molto importante ripeterli nel corso degli anni. Le tavole di Ishihara consentono di valutare la presenza di alterazione visiva per quanto riguarda la percezione dei colori. Per questo test vengono utilizzate 38 tavole pseudo-isocromatiche presenti in sequenza all'interno di un libro. Il test di Ishihara consiste nel riconoscere i numeri che tendono a confondersi con lo sfondo colorato, per i test rivolti ai bambini i numeri sono sostituiti con un disegno o un percorso. Questo test viene eseguito durante una visita oculistica ed è ideale soprattutto per l'identificazione dei deficit congeniti nell'asse rosso-verde; non riesce a fornire, invece, informazioni complete sui deficit di percezione cromatica che interessano l'asse blu-giallo. I risultati andrebbero, quindi, integrati con altri test per avere un quadro più completo. Queste tavole si chiamano così dal nome dell'ideatore, il medico giapponese Shinobu Ishihara.

## Cure
Non sono ancora note cure per tutte le forme di discromatopsia, ma è stato elaborato un software apposito dedicato a coloro che soffrono di discromatopsia. Alcuni tipi sono suscettibili di miglioramento mediante operazioni chirurgiche. Sono inoltre state sviluppate anche delle applicazioni per smartphone che permettono di simulare e di correggere la visione discromatica. Questi strumenti non sono comunque risolutivi del problema. Dal punto di vista ottico sono disponibili dei filtri colorati in forma di lenti oftalmiche o lenti a contatto sviluppate per chi soffre di discromatopsia che permettono di migliorare il contrasto cromatico e poter distinguere le diverse tonalità di colore che questi non riescono a distinguere. Con l'uso dei filtri cromatici i miglioramenti sono percepibili soggettivamente, per qualità e quantità, con il test di Ishihara.